# Незванка
Незванка, иначе Названка (на современных картах) — река в России, протекает по Ивановской области. Устье реки находится в 118 км от устья Нерли по левому берегу. Исток теряется в лесах Тейковского района Ивановской области. Длина реки составляет 12 км. Не судоходна.
Имеет два правых и один левый безымянный приток.
Вдоль русла реки расположен единственный населённый пункт Башки.

## Данные водного реестра
По данным государственного водного реестра России относится к Окскому бассейновому округу, водохозяйственный участок реки — Нерль от истока и до устья, речной подбассейн реки — бассейны притоков Оки от Мокши до впадения в Волгу. Речной бассейн реки — Ока.
Код объекта в государственном водном реестре — 09010300812110000032555.